# National Board of Review Award/Bester Film
Gewinner des Preises des National Board of Review in der Kategorie Bester Film (Best Film).
Am erfolgreichsten in dieser Kategorie war der US-amerikanische Filmregisseur Steven Spielberg, dessen Filme viermal ausgezeichnet wurden. 21 Mal gelang es der Filmkritikervereinigung vorab den Oscar-Gewinner zu präsentieren, zuletzt 2018 geschehen, mit der Preisvergabe an die Spielfilmproduktion Green Book – Eine besondere Freundschaft.
Die Jahreszahlen der Tabelle nennen die bewerteten Filmjahre, die Preisverleihungen fanden jeweils im Folgejahr statt.
| Jahr | Preisträger                       | Deutscher Titel                               | Regie                                                |
| ---- | --------------------------------- | --------------------------------------------- | ---------------------------------------------------- |
| 1932 | I Am a Fugitive from a Chain Gang | Ich bin ein entflohener Kettensträfling       | Mervyn LeRoy                                         |
| 1933 | Topaze                            | nicht bekannt                                 | Harry d'Abbadie d'Arrast                             |
| 1934 | It Happened One Night*            | Es geschah in einer Nacht                     | Frank Capra                                          |
| 1935 | The Informer                      | Der Verräter                                  | John Ford                                            |
| 1936 | Mr. Deeds Goes to Town            | Mr. Deeds geht in die Stadt                   | Frank Capra                                          |
| 1937 | Night Must Fall                   | nicht bekannt                                 | Richard Thorpe                                       |
| 1938 | The Citadel                       | Die Zitadelle                                 | King Vidor                                           |
| 1939 | Confessions of a Nazi Spy         | Ich war ein Spion der Nazis                   | Anatole Litvak                                       |
| 1940 | The Grapes of Wrath               | Früchte des Zorns                             | John Ford                                            |
| 1941 | Citizen Kane                      | Citizen Kane                                  | Orson Welles                                         |
| 1942 | In Which We Serve                 | nicht bekannt                                 | Noël Coward David Lean                               |
| 1943 | The Ox-Bow Incident               | Ritt zum Ox-Bow                               | William A. Wellman                                   |
| 1944 | None But the Lonely Heart         | nicht bekannt                                 | Clifford Odets                                       |
| 1945 | The True Glory                    | nicht bekannt                                 | Garson Kanin                                         |
| 1946 | Henry V                           | Heinrich V.                                   | Laurence Olivier                                     |
| 1947 | Monsieur Verdoux                  | Monsieur Verdoux – Der Frauenmörder von Paris | Charles Chaplin                                      |
| 1948 | Paisà                             | Paisà                                         | Roberto Rossellini                                   |
| 1949 | Ladri di biciclette               | Fahrraddiebe                                  | Vittorio De Sica                                     |
| 1950 | Sunset Boulevard                  | Boulevard der Dämmerung                       | Billy Wilder                                         |
| 1951 | A Place in the Sun                | Ein Platz an der Sonne                        | George Stevens                                       |
| 1952 | The Quiet Man                     | Der Sieger                                    | John Ford                                            |
| 1953 | Julius Caesar                     | Julius Caesar                                 | Joseph L. Mankiewicz                                 |
| 1954 | On The Waterfront*                | Die Faust im Nacken                           | Elia Kazan                                           |
| 1955 | Marty*                            | Marty                                         | Delbert Mann                                         |
| 1956 | Around the World in 80 Days*      | In 80 Tagen um die Welt                       | Michael Anderson                                     |
| 1957 | The Bridge on the River Kwai*     | Die Brücke am Kwai                            | David Lean                                           |
| 1958 | The Old Man and the Sea           | Der alte Mann und das Meer                    | John Sturges                                         |
| 1959 | The Nun's Story                   | Geschichte einer Nonne                        | Fred Zinnemann                                       |
| 1960 | Sons and Lovers                   | Söhne und Liebhaber                           | Jack Cardiff                                         |
| 1961 | Question 7                        | Frage Sieben                                  | Stuart Rosenberg                                     |
| 1962 | The Longest Day                   | Der längste Tag                               | Ken Annakin Andrew Marton Gerd Oswald Bernhard Wicki |
| 1963 | Tom Jones*                        | Tom Jones – Zwischen Bett und Galgen          | Tony Richardson                                      |
| 1964 | Becket                            | Becket                                        | Peter Glenville                                      |
| 1965 | The Eleanor Roosevelt Story       | nicht bekannt                                 | Richard Kaplan                                       |
| 1966 | A Man for All Seasons*            | Ein Mann zu jeder Jahreszeit                  | Fred Zinnemann                                       |
| 1967 | Far from the Madding Crowd        | Die Herrin von Thornhill                      | John Schlesinger                                     |
| 1968 | The Shoes of the Fisherman        | In den Schuhen des Fischers                   | Michael Joseph Anderson                              |
| 1969 | They Shoot Horses, Don't They?    | Nur Pferden gibt man den Gnadenschuß          | Sydney Pollack                                       |
| 1970 | Patton*                           | Patton – Rebell in Uniform                    | Franklin J. Schaffner                                |
| 1971 | The Tragedy of Macbeth            | Macbeth                                       | Roman Polański                                       |
| 1972 | Cabaret                           | Cabaret                                       | Bob Fosse                                            |
| 1973 | The Sting*                        | Der Clou                                      | George Roy Hill                                      |
| 1974 | The Conversation                  | Der Dialog                                    | Francis Ford Coppola                                 |
| 1975 | Nashville                         | Nashville                                     | Robert Altman                                        |
| 1976 | All the President’s Men           | Die Unbestechlichen                           | Alan J. Pakula                                       |
| 1977 | The Turning Point                 | Am Wendepunkt                                 | Herbert Ross                                         |
| 1978 | Days of Heaven                    | In der Glut des Südens                        | Terrence Malick                                      |
| 1979 | Manhattan                         | Manhattan                                     | Woody Allen                                          |
| 1980 | Ordinary People*                  | Eine ganz normale Familie                     | Robert Redford                                       |
| 1981 | Chariots of Fire*                 | Die Stunde des Siegers                        | Hugh Hudson                                          |
| 1981 | Reds                              | Reds                                          | Warren Beatty                                        |
| 1982 | Gandhi*                           | Gandhi                                        | Richard Attenborough                                 |
| 1983 | Betrayal                          | Betrug                                        | David Hugh Jones                                     |
| 1983 | Terms of Endearment*              | Zeit der Zärtlichkeit                         | James L. Brooks                                      |
| 1984 | A Passage to India                | Reise nach Indien                             | David Lean                                           |
| 1985 | The Color Purple                  | Die Farbe Lila                                | Steven Spielberg                                     |
| 1986 | A Room with a View                | Zimmer mit Aussicht                           | James Ivory                                          |
| 1987 | Empire of the Sun                 | Das Reich der Sonne                           | Steven Spielberg                                     |
| 1988 | Mississippi Burning               | Mississippi Burning – Die Wurzel des Hasses   | Alan Parker                                          |
| 1989 | Driving Miss Daisy*               | Miss Daisy und ihr Chauffeur                  | Bruce Beresford                                      |
| 1990 | Dances With Wolves*               | Der mit dem Wolf tanzt                        | Kevin Costner                                        |
| 1991 | The Silence of the Lambs*         | Das Schweigen der Lämmer                      | Jonathan Demme                                       |
| 1992 | Howards End                       | Wiedersehen in Howards End                    | James Ivory                                          |
| 1993 | Schindler’s List*                 | Schindlers Liste                              | Steven Spielberg                                     |
| 1994 | Forrest Gump*                     | Forrest Gump                                  | Robert Zemeckis                                      |
| 1994 | Pulp Fiction                      | Pulp Fiction                                  | Quentin Tarantino                                    |
| 1995 | Sense & Sensibility               | Sinn und Sinnlichkeit                         | Ang Lee                                              |
| 1996 | Shine                             | Shine – Der Weg ins Licht                     | Scott Hicks                                          |
| 1997 | L.A. Confidential                 | L.A. Confidential                             | Curtis Hanson                                        |
| 1998 | Gods and Monsters                 | Gods and Monsters                             | Bill Condon                                          |
| 1999 | American Beauty*                  | American Beauty                               | Sam Mendes                                           |
| 2000 | Quills                            | Quills – Macht der Besessenheit               | Philip Kaufman                                       |
| 2001 | Moulin Rouge!                     | Moulin Rouge!                                 | Baz Luhrmann                                         |
| 2002 | The Hours                         | The Hours – Von Ewigkeit zu Ewigkeit          | Stephen Daldry                                       |
| 2003 | Mystic River                      | Mystic River                                  | Clint Eastwood                                       |
| 2004 | Finding Neverland                 | Wenn Träume fliegen lernen                    | Marc Forster                                         |
| 2005 | Good Night, and Good Luck.        | Good Night, and Good Luck                     | George Clooney                                       |
| 2006 | Letters from Iwo Jima             | Letters from Iwo Jima                         | Clint Eastwood                                       |
| 2007 | No Country for Old Men*           | No Country for Old Men                        | Ethan und Joel Coen                                  |
| 2008 | Slumdog Millionaire*              | Slumdog Millionär                             | Danny Boyle                                          |
| 2009 | Up in the Air                     | Up in the Air                                 | Jason Reitman                                        |
| 2010 | The Social Network                | The Social Network                            | David Fincher                                        |
| 2011 | Hugo                              | Hugo Cabret                                   | Martin Scorsese                                      |
| 2012 | Zero Dark Thirty                  | Zero Dark Thirty                              | Kathryn Bigelow                                      |
| 2013 | Her                               | Her                                           | Spike Jonze                                          |
| 2014 | A Most Violent Year               | A Most Violent Year                           | J. C. Chandor                                        |
| 2015 | Mad Max: Fury Road                | Mad Max: Fury Road                            | George Miller                                        |
| 2016 | Manchester by the Sea             | Manchester by the Sea                         | Kenneth Lonergan                                     |
| 2017 | The Post                          | Die Verlegerin                                | Steven Spielberg                                     |
| 2018 | Green Book*                       | Green Book – Eine besondere Freundschaft      | Peter Farrelly                                       |
| 2019 | The Irishman                      | The Irishman                                  | Martin Scorsese                                      |
| 2020 | Da 5 Bloods                       | Da 5 Bloods                                   | Spike Lee                                            |
| 2021 | Licorice Pizza                    | Licorice Pizza                                | Paul Thomas Anderson                                 |
| 2022 | Top Gun: Maverick                 | Top Gun: Maverick                             | Joseph Kosinski                                      |
| 2023 | Killers of the Flower Moon        | Killers of the Flower Moon                    | Martin Scorsese                                      |
| 2024 | Wicked                            | Wicked                                        | Jon M. Chu                                           |

* = Filmproduktionen, die später den Oscar als Bester Film des Jahres gewannen